# Karol Kisel
Karol Kisel (* 15. März 1977 in Košice, Tschechoslowakei) ist ein slowakischer Fußballspieler.

## Karriere
Karol Kisel begann mit dem Fußballspielen bei Lokomotíva Košice, wo er 1996 den Sprung in den Ligakader schaffte. Nach dem Abstieg von Lokomotíva wechselte der Mittelfeldspieler zu Ozeta Dukla Trenčín, wo er anderthalb Jahre verbrachte, ehe er in die tschechische Liga zu Bohemians Prag wechselte. Sein Kampfgeist und Einsatzwille machten ihn schnell beim Prager Publikum beliebt, Kisel wurde Kapitän der Bohemians.
Den Abstieg 2003 konnte er jedoch auch nicht verhindern und wechselte daraufhin zu Slovan Liberec, wo er in der Saison 2004/05 zum besten ausländischen Spieler gekürt wurde. Im Sommer 2005 war er nach Vertragsablauf ablösefrei zu haben, Interesse zeigte Zenit St. Petersburg, schließlich wechselte Kisel zu Sparta Prag.
In der Slowakischen Nationalmannschaft debütierte Karol Kisel am 29. April 2002 beim 1:0 gegen Japan in Tokio. Sein bisher einziges Tor schoss Kisel am 8. Juni 2005 beim 4:0-Sieg gegen Luxemburg.
Im Sommer 2009 wechselte Kisel zum australischen Klub Sydney FC, bei dem er unter seinem früheren Trainer bei Liberec und Prag, Vítězslav Lavička, spielen wird. Kisel war während der gesamten Saison Stammspieler bei Sydney und gewann mit dem Klub durch einen 4:2-Erfolg im Elfmeterschießen gegen Melbourne Victory die Meisterschaft 2009/10. Nachdem ihm für die folgende Saison lediglich ein Vertrag zu reduzierten Konditionen angeboten wurde, verließ er den Klub am Saisonende wieder. Im Juni 2010 schloss sich der Slowake dem tschechischen Spitzenklub Slavia Prag an. Mit dem Verein aus Prag kam Kisel in der Saison 2004/05 auf 27 Spieleinsätze, bevor der Mittelfeldspieler zurück nach Sydney wechselte, wo er zunächst für ein Jahr unterschrieb.